# Giorgio Rossetti
Giorgio Rossetti (ur. 24 sierpnia 1938 w Trieście) – włoski polityk, samorządowiec i dziennikarz, poseł do Parlamentu Europejskiego II i III kadencji.

## Życiorys
Ukończył szkołę średnią, później został politologiem. Przez 10 lat pracował jako dziennikarz i reporter, m.in. w „l’Unità”. Zajął się działalnością polityczną, w 1959 wstąpił do Włoskiej Partii Komunistycznej (w 1991 przekształconej w Demokratyczną Partię Lewicy). W latach 1972–1979 kierował jej strukturami w Trieście, następnie został sekretarzem PCI w regionie Friuli-Wenecja Julijska oraz członkiem komitetu centralnego. Zasiadał w radzie miejskiej Triestu, radzie prowincji Triest oraz radzie regionu Friuli-Wenecja Julijska. Znalazł się też w radzie administracyjnej miejskiego teatru.
W 1984 i 1989 zdobywał mandat posła do Parlamentu Europejskiego. Należał kolejno do Grupy Sojuszu Komunistycznego (1984–1989), Grupy Zjednoczonej Lewicy Europejskiej (1989–1993) i frakcji socjalistycznej (1993–1994). Był przewodniczącym Delegacji do Wspólnej Komisji Parlamentarnej WE-Finlandia (1993–1994) i wiceprzewodniczącym Delegacji ds. stosunków z Jugosławią (1985–1987), zasiadł także m.in. w Komisji ds. Transportu oraz Komisji ds. Stosunków Gospodarczych z Zagranicą. W 1995 należał do współzałożycieli fundacji Dialoghi Europei, którą kierował do 2017, po czym został jej honorowym przewodniczącym. Dołączał w międzyczasie do kolejnych centrolewicowych ugrupowań: Demokratów Lewicy i Partii Demokratycznej.